# Liste der Naturdenkmale in Haiger
Die Liste der Naturdenkmale in Haiger nennt die auf dem Gebiet der Stadt Haiger gelegenen Naturdenkmale. Sie sind bei der unteren Naturschutzbehörde des Lahn-Dill-Kreises (Abteil Umwelt, Natur und Wasser) eingetragen.
| Bild            | Bezeichnung                                                 | Ortsteil, Lage                               | Beschreibung | Art                | Nr. |
| --------------- | ----------------------------------------------------------- | -------------------------------------------- | --- | ------------------ | --- |
| Fotos hochladen | Basaltsteinbruch „Am Hohenbühl“ Langenaubach                | Langenaubach 50° 42′ 5,2″ N, 8° 10′ 33″ O    | Ehemaliger Steinbruch (Basalt). Schutzgrund: erdgeschichtliche Bedeutung, sehr schön ausgeprägter Säulenbasalt.               | Steinbruch         | 127 |
| Fotos hochladen | Dicke Eiche Oberroßbach                                     | Oberroßbach 50° 48′ 0,6″ N, 8° 14′ 19″ O     | Umfang: 4,20 m, Höhe: 25 m. Schutzgrund: Alter, Schönheit.                                                                    | Einzelbaum         | 77  |
| Fotos hochladen | Eiche Haiger                                                | Haiger 50° 44′ 17,1″ N, 8° 10′ 30,4″ O       | Umfang: 4,10 m, Höhe: 24 m. Schutzgrund: Alter, Schönheit.                                                                    | Einzelbaum         | 150 |
| Fotos hochladen | Grabenförmiger Aufschluss „Auf den Hunnackern“ Langenaubach | Langenaubach 50° 42′ 26,2″ N, 8° 10′ 57,6″ O | Erdaufschluss Riffkalk (schwarzer Kalkstein). Schutzgrund: Bedeutung für Wissenschaft und Lehre, erdgeschichtliche Bedeutung. | Aufschluss         | 126 |
| Fotos hochladen | Horte Linn Langenaubach                                     | Langenaubach 50° 42′ 42,3″ N, 8° 10′ 43,5″ O | Felskuppe aus Plattenkalk und Ergussgestein. Schutzgrund: erdgeschichtliche Bedeutung.                                        | Felskuppe          | 128 |
| Fotos hochladen | Lukas-Eiche Fellerdilln                                     | Fellerdilln 50° 48′ 4,9″ N, 8° 10′ 31,7″ O   | Umfang: 3,85 m, Höhe: 27,5 m. Schutzgrund: kulturgeschichtliche Bedeutung.                                                    | Einzelbaum         | 147 |
| Fotos hochladen | Steinbruch „Labrich“ Langenaubach                           | Langenaubach 50° 42′ 52,9″ N, 8° 11′ 56,1″ O | Kalksteinbruch („Marmor“), Gesteinsarten: Kalk, Schalstein. Schutzgrund: erdgeschichtliche Bedeutung.                         | Steinbruch         | 125 |
| Fotos hochladen | Wacholdergebiet Allendorf                                   | Allendorf 50° 44′ 28,1″ N, 8° 9′ 56,7″ O     | Säulenförmiger Wacholder mit Kiefern, Birken und Eichen. Schutzgrund: Schönheit, Seltenheit.                                  | Wacholderheide     | 143 |
| Fotos hochladen | Wacholdervorkommen Allendorf                                | Allendorf 50° 45′ 31,2″ N, 8° 10′ 11,3″ O    | Wacholderstandort mit Kiefern, wertvoller Magerstandort. Schutzgrund: Seltenheit, Eigenart.                                   | Wacholdervorkommen | 48  |